# Sarah Paulsonová
Sarah Catharine Paulsonová (nepřechýleně Paulson, * 17. prosince 1974 Tampa, USA) je americká filmová, televizní a divadelní herečka. Za výkon v seriálu American Crime Story (2016–) získala v roce 2017 Zlatý glóbus i Cenu Emmy.

## Umělecká kariéra
Začínala hraním v divadelních představeních, pak od roku 1990 účinkovala i ve filmech a seriálech jako např. Tajemný příběh z Ameriky a Jack & Jill. Později se objevila i v komediích Po čem ženy touží, Kašlu na lásku. Od roku 2006 do 2007 hrála v seriálu Studio 60 a za svou roli byla nominována na Zlatý glóbus. Od roku 2011 hraje v seriálu American Horror Story. Za svůj výkon v druhé sérii vyhrála Critics' Choice Television Award za nejlepší herecký výkon v hlavní roli ve třetí řadě Cenu Emmy. V roce 2012 byla Paulsonová nominována na Zlatý glóbus za vedlejší roli v televizním filmu Prezidentské volby, kde hrála Nicolle Wallaceovou. V roce 2013 ztvárnila roli Mary Eppsové v historickém dramatu 12 let v řetězech, jenž získal v roce 2013 Oscara za nejlepší film.

## Filmografie

### Film
| Rok  | Název                       | Role                | Poznámky    |
| ---- | --------------------------- | ------------------- | ----------- |
| 1995 | Friends at Last             | Diana               | TV film     |
| 1996 | Shaughnessy                 |                     | TV film     |
| 1997 | Levitation                  | Acey                |             |
| 1998 | Dlouhá cesta domů           | Leanne Bossert      | TV film     |
| 1999 | Jiná láska                  | Heather Tate        |             |
| 1999 | Blázniví únosci             | Mary                |             |
| 2000 | Po čem ženy touží           | Annie               |             |
| 2002 | Brouk                       | Eilleen             |             |
| 2002 | Cesta do války              | Luci Baines Johnson | TV film     |
| 2003 | Kašlu na lásku              | Vikki Hiller        |             |
| 2005 | Plavkyně                    | Merrill             |             |
| 2005 | Serenity                    | Dr. Caron           |             |
| 2005 | Ta známá Bettie Page        | Bunny Yeager        |             |
| 2006 | Lovci mušlí                 | Julie               |             |
| 2006 | Griffin a Phoenixová        | Peri                |             |
| 2006 | Svatba na spadnutí          | Emily               | TV film     |
| 2008 | Spirit                      | Ellen Dolan         |             |
| 2009 | Whose Dog is it Anyway?     | Emma                | Krátký film |
| 2010 | After-School Special        | Woman               | Krátký film |
| 2010 | November Christmas          | Beth Marks          | TV film     |
| 2011 | Šťastný Nový rok            | Grace Schwab        |             |
| 2011 | Martha Marcy May Marlene    | Lucy                |             |
| 2012 | Stars in Shorts             | Woman               |             |
| 2012 | Fairhaven                   | Kate                |             |
| 2012 | Prezidentské volby          | Nicolle Wallace     | TV film     |
| 2012 | The Time Being              | Sarah               |             |
| 2012 | Bahno z Mississippi         | Mary Lee            |             |
| 2013 | 12 let v řetězech           | Mistress Mary Epps  |             |
| 2015 | Carol                       | Abby Gerhard        |             |
| 2015 | Cena moci                   | Kate Haber          |             |
| 2016 | Blue Jay                    | Amanda              |             |
| 2017 | Rebel v žitě                | Dorothy Olding      |             |
| 2017 | Akta Pentagon: Skrytá válka | Tony Bradlee        |             |
| 2018 | Debbie a její parťačky      | Tammy               |             |
| 2018 | V pasti                     | Shannon             |             |
| 2019 | Skleněný                    | Dr. Ellie Staple    |             |
| 2019 | Sněžný kluk                 | Dr. Zara (hlas)     |             |
| 2019 | Stehlík                     | Xandra              |             |
| 2020 | V zajetí                    | Diane Sherman       |             |

### Televize
| Rok        | Název                                     | Role                                                | Poznámky                                            |
| ---------- | ----------------------------------------- | --------------------------------------------------- | --------------------------------------------------- |
| 1994       | Zákon a pořádek                           | Maggie Conner                                       | díl: „Family Values“                                |
| 1995–1996  | Tajemný příběh z Ameriky                  | Merlyn Temple                                       | 18 dílů                                             |
| 1997       | Cracker: Mind Over Murder                 | Janice                                              | 2 díly                                              |
| 1998       | Real Life                                 | Lucy                                                | nevysílaný pilotní díl                              |
| 1999–2001  | Jack & Jill                               | Elisa Cronkite                                      | 31 dílů                                             |
| 2000       | Metropolis                                | Audrey                                              |                                                     |
| 2001       | Dotek anděla                              | Zoe                                                 | díl: „Manhunt“                                      |
| 2002       | Leap of Faith                             | Faith Wardwell                                      | 6 dílů                                              |
| 2004       | The D.A.                                  | Chief Dep. Dist. Attrny. Lisa Patterson             | 2 díly                                              |
| 2004       | Plastická chirurgie s. r. o.              | mladá Ellis Grey                                    | díl: „Agatha Ripp“                                  |
| 2005       | Deadwood                                  | Miss Isringhausen                                   | 9 dílů                                              |
| 2006–2007  | Studio 60 on the Sunset Strip             | Harriet Hayes                                       | 22 dílů                                             |
| 2008       | Pretty/Handsome                           | Corky Fromme                                        |                                                     |
| 2007–2011  | Zoufalé manželky                          | Lydia                                               | 2 díly                                              |
| 2009       | Cupid                                     | Claire McCrae                                       | 7 dílů                                              |
| 2010       | Zákon a pořádek: Útvar pro zvláštní oběti | Anne Gillette                                       | díl: „Shadow“                                       |
| 2010       | Chirurgové                                | mladá Ellis Grey                                    | díl: „Poslední přesnáška“                           |
| 2011       | American Horror Story: Murder House       | Billie Dean Howard                                  | 3 díly                                              |
| 2012–2013  | American Horror Story: Asylum             | Lana Winters                                        | 13 dílů                                             |
| 2013–2014  | American Horror Story: Coven              | Cordelia Foxx                                       | 13 dílů                                             |
| 2014–2015  | American Horror Story: Freak Show         | Bette a Dot Tattler                                 | 12 dílů                                             |
| 2015–2016  | American Horror Story: Hotel              | Sally McKenna / Billie Dean Howard                  | 10 dílů                                             |
| 2016       | American Horror Story: Roanoke            | Shelby Miller / Audrey Tindall / Lana Winters       | 11 dílů                                             |
| 2016       | American Crime Story                      | Marcia Clark                                        | 10 dílů                                             |
| 2017       | Zlá krev                                  | Geraldine Page                                      | díl: „A Oscara získává...“                          |
| 2017       | American Horror Story: Cult               | Ally Mayfair-Richards / Susan Atkins                | 12 dílů                                             |
| 2018       | American Horror Story: Apocalypse         | Wilhemina Venable/Cordelia Goode/Billie Dean Howard | 7 dílů také režisérka dílu „Return to Murder House“ |
| 2019       | Griffinovi                                | Samu sebe (hlas)                                    | díl: „You Can't Handle the Booth“                   |
| 2020–dosud | Ratchedová                                | sestra Ratched                                      | hlavní role, 8 dílů, také producentka               |
| 2020       | Mrs. America                              | Alice                                               | 7 dílů                                              |
| 2020       | Coastal Elites                            | Clarissa Montgomery                                 | TV film                                             |
| 2021       | Impeachment: American Crime Story         | Linda Tripp                                         | hlavní role, 10 dílů                                |
| 2021       | American Horror Story: Double Feature     | Tuberculosis Karen/Mamie Eisenhower                 | hlavní role, také producentka                       |

### Divadlo
| Rok       | Název             | Role            | Poznámky |
| --------- | ----------------- | --------------- | -------- |
| 1994      | Talking Pictures  | Vesta Jackson   |          |
| 1998–1999 | Zabiják Joe       | Dottie Smith    |          |
| 2005      | Colder Than Here  | Harriet Bradley |          |
| 2005      | Skleněný zvěřinec | Laura Wingfield |          |
| 2008      | Zločiny srdce     | Meg Magrath     |          |
| 2009      | Still Life        | Carrie Ann      |          |
| 2010      | Collected Stories | Lisa Morrison   |          |
| 2013      | Talley's Folly    | Sally Talley    |          |